# The Tonight Show

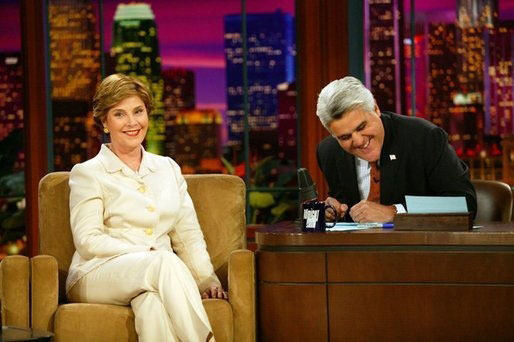
Jay Leno entrevistando a la que fuera la Primera Dama de EE. UU. Laura Bush en The Tonight Show.

The Tonight Show es un programa late-night estadounidense transmitido por la cadena NBC desde 1954, presentado actualmente por Jimmy Fallon desde Nueva York, Estados Unidos. Es un programa de conversación y variedades estrenado el 27 de septiembre de 1954 como un show de 105 minutos presentado por Steve Allen desde la ciudad de Nueva York. El programa incluye al menos 2 invitados por noche, usualmente un comediante o un músico.
The Tonight Show es el programa de entrevistas de mayor duración a lo largo del tiempo del mundo y el programa de entretenimiento programado regularmente de mayor duración en los Estados Unidos.
Ahora en su temporada 52 (aunque sus raíces provienen de un programa local de Nueva York de inicios de la década del 50 llamado Broadway Open House), The Tonight Show es el segundo programa de entretenimiento más longevo de la televisión estadounidense (después de la telenovela Guiding Light).
Aunque oficialmente se acredita al productor de NBC Pat Weaver como el creador de The Tonight Show (él creó la versión matinal, The Today Show), Allen había creado gran parte de la estructura de Tonight en el late night local que se emitía en Nueva York, que fue estrenado en 1953 en lo que es ahora WNBC-TV.
El comediante estadounidense Johnny Carson estuvo 30 años como presentador de The Tonight Show Starring Johnny Carson.

## Presentadores
| Presentador          | Desde                    | Hasta                    | Notas |
| -------------------- | ------------------------ | ------------------------ | --- |
| Steve Allen          | 27 de septiembre de 1954 | 25 de enero de 1957      | Programa de Variedades                                                                                   |
| Ernie Kovacs         | 1 de octubre de 1956     | 22 de enero de 1957      | Presentador de las ediciones de lunes y martes                                                           |
| Jack Lescoulie       | 28 de enero de 1957      | 7 de junio de 1957       | Cambia el formato a un programa de noticias: Tonight! America After Dark                                 |
| Al Collins           | 10 de junio de 1957      | 26 de julio de 1957      | Reemplazó a Lescoulie                                                                                    |
| Jack Paar            | 29 de julio de 1957      | 30 de marzo de 1962      | Cambia el formato a un talk show: Tonight Starring Jack Paar                                             |
| Varios presentadores | 2 de abril de 1962       | 28 de septiembre de 1962 | Interludio entre las eras de Paar y Carson. Entre los presentadores interinos se encuentra Groucho Marx. |
| Johnny Carson        | 1 de octubre de 1962     | 22 de mayo de 1992       | The Tonight Show Starring Johnny Carson                                                                  |
| Jay Leno             | 25 de mayo de 1992       | 29 de mayo de 2009       | The Tonight Show with Jay Leno                                                                           |
| Conan O'Brien        | 1 de junio de 2009       | 22 de enero de 2010      | The Tonight Show with Conan O'Brien                                                                      |
| Jay Leno             | 22 de enero de 2010      | 6 de febrero de 2014     | The Tonight Show with Jay Leno                                                                           |
| Jimmy Fallon         | 17 de febrero de 2014    | En emisión               | The Tonight Show Starring Jimmy Fallon                                                                   |

### Steve Allen

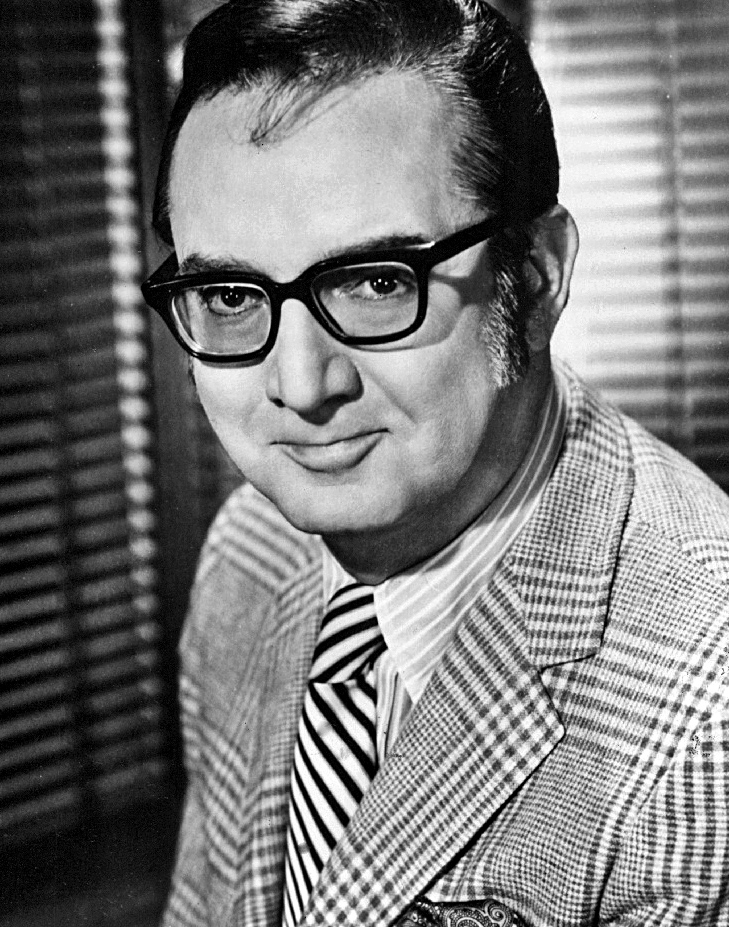
Steve Allen, primer presentador del programa (Tonight starring Steve Allen, 1954)

El presentador original de Tonight fue Steve Allen. Gracias a su popularidad en este programa, se le concedió su propio programa nocturno, peleando por la audiencia con el otro presentador entre 1956 y 1957, Ernie Kovacs. Cuando Allen estaba preparando su propio programa estelar, Kovacs presentaba Tonight las noches de lunes y martes. Más que un presentador, Kovacs era un anunciante y un líder de la banda.
Durante los últimos años de Allen, la miembro regular de la audiencia Miss Miller comenzó a integrarse al programa, ella fue forzada a entrar a la AFTRA (Unión de trabajadores de radio y televisión). El locutor original de la era Allen fue Gene Rayburn, quién hizo historia cuando presentó el concurso Match Game.

### Etapa de varios presentadores
Luego de que Allen y Kovacs dejaron Tonight en enero de 1957, la NBC cambió el formato, y cambió el nombre del programa por el de Tonight! America After Dark y lo transformó en un programa de noticias, presentado por Jack Lescoulie, con entrevistas a cargo de Hy Gardner. Esta nueva versión del show, que esencialmente era una versión nocturna de Today Show, no fue muy popular, y en julio de 1957 el programa volvió a incorporar las variedades y las conversaciones, recuperó el nombre original y tuvo a Jack Paar como presentador.

### Jack Paar

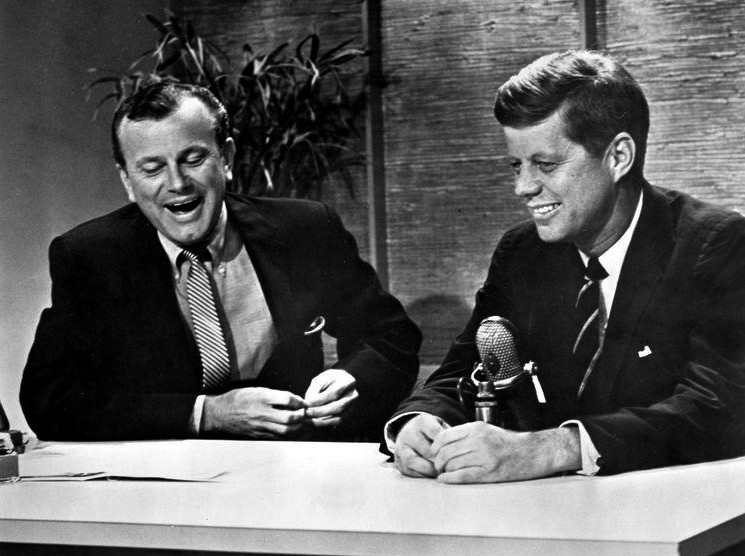
Jack Paar entrevistando al entonces senador de Massachusetts John F. Kennedy (The Tonight Show starring Jack Paar, 1959)

El 11 de febrero de 1960, Jack Paar salió con gran polémica por un mes de su programa luego de que editores censuraran una sección, filmada la noche anterior con un chiste sobre baños. Luego de que dejó su escritorio dijo "Dejo The Tonight Show. Debe haber una mejor manera de vivir". La abrupta salida de Paar hizo que su anunciante, Hugh Downs, terminara la grabación.
Paar volvió al programa el 7 de marzo de 1960, mirando a la cámara y diciendo "Tal como lo dije antes de que fuera interrumpido".
Por supuesto, la audiencia explotó en aplausos. Él continuó diciendo, "Cuando tuve que salir, dije que debía haber una mejor forma de vivir. Bueno, la busqué y no hay".
El chiste sobre baños (en inglés W.C.) causó controversia cuando incluyó una señora inglesa visitando Suiza. Ella preguntó sobre dónde había un baño (o W.C.). La señora suiza mal interpretó creyendo que hablaba sobre Wayside Chapel, y le dejó una nota que decía "el W.C. se sitúa a 9 millas de la pieza que ocupa... Tiene una capacidad de 229 personas y sólo abre los domingos y martes... Si le interesa puede saber que mi hermana se casó ahí y ahí fue donde conoció a su marido... Es un lugar muy recomendable para ir de visita, y si desea, puede ser vista por todos."

### Segunda etapa de varios presentadores
Luego de la salida de Jack Paar, el nombre de la serie se revirtió a The Tonight Show y continuó con un gran número de presentadores hasta que comenzó la nueva era del programa (con Johnny Carson).

### Johnny Carson

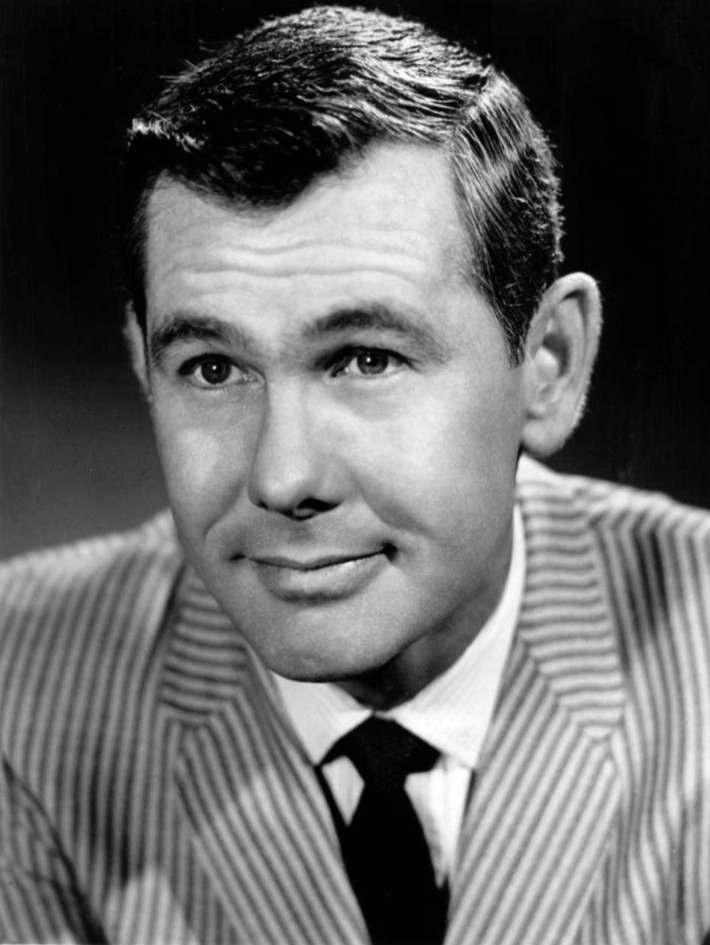
Johnny Carson en The Tonight Show starring Johnny Carson, 1965.

Paar dejó el programa en marzo de 1962, y Johnny Carson fue elegido como su sucesor y presentado el 1 de octubre por Groucho Marx para conducir el programa. Por la gran mayoría de su primera década en el aire, la edición de Carson de Tonight Show tenía como base la ciudad de Nueva York. En mayo de 1972 el show se movió a Burbank, California (aunque se anunciaba que tenía base en Hollywood). El locutor Ed McMahon fue el acompañante de Carson cuando estuvo en el programa.

### Jay Leno

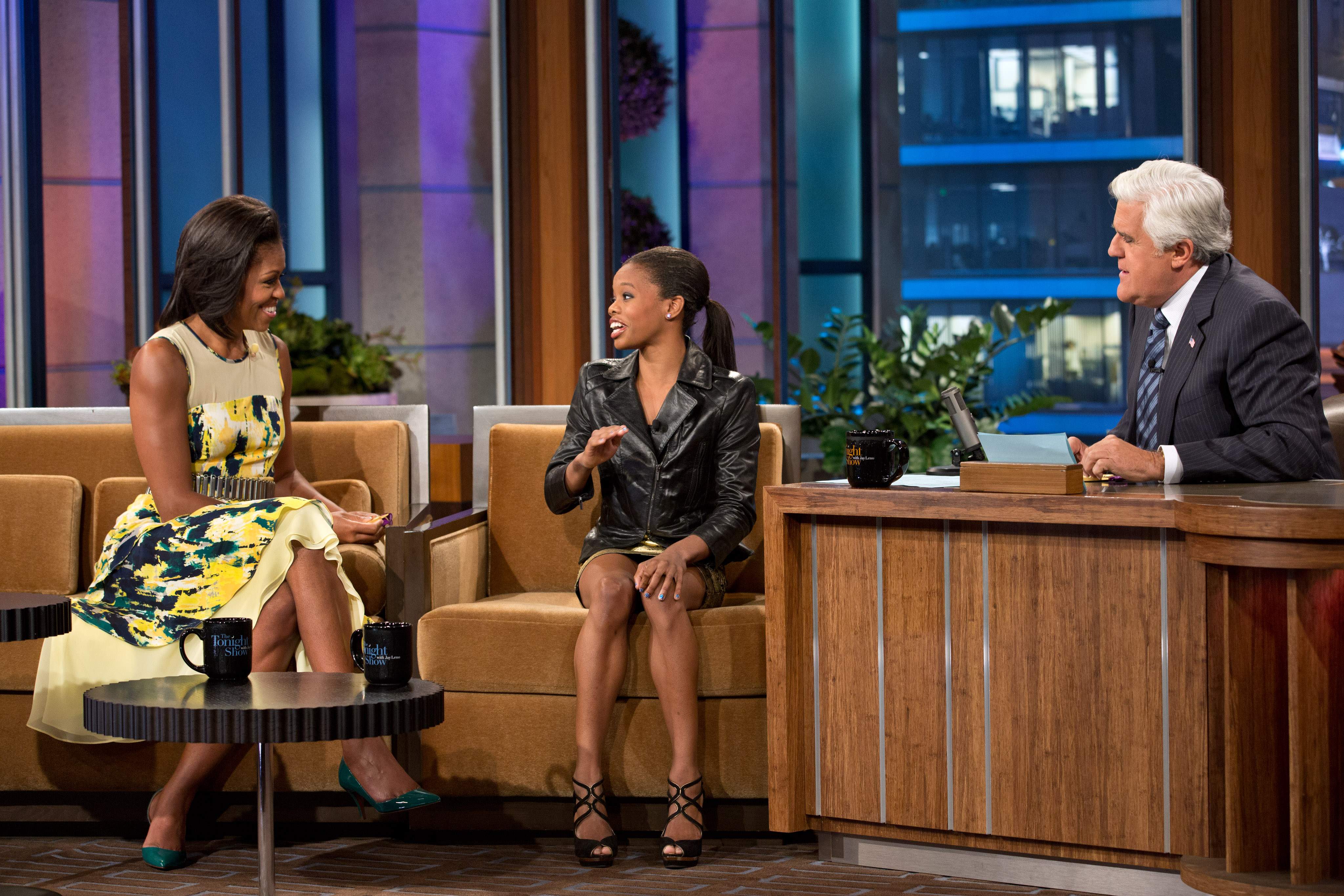
Michelle Obama entrevistada por Jay Leno (The Tonight Show starring Jay Leno, 2012)

Johnny Carson se retiró el 22 de mayo de 1992, por lo que fue reemplazado por Jay Leno.
El título completo actualmente es The Tonight Show with Jay Leno. Durante la era Carson era conocido como The Tonight Show Starring Johnny Carson. Durante la era Paar, se lo conoció en un principió como Tonight Starring Jack Paar, y luego The Jack Paar Tonight Show, y finalmente fue sucedido por el programa estelar dominical de Paar en NBC titulado The Jack Paar Program.
El 27 de septiembre de 2004, en el 50.º aniversario del estreno del programa, la NBC anunció que Jay Leno dejaría su puesto en favor de Conan O'Brien en el 2009. Leno explicó que el no quería repetir la controversia que causó cuando obtuvo el derecho de conducir el programa luego del retiro de Carson, dejando sin oportunidades a David Letterman.
En 2010, debido a que el nuevo programa de Jay Leno en primetime no funcionó, The Jay Leno Show, fue acortado y trasladado a su horario antiguo de las 11:35 P. m., lo cual hizo que The Tonight Show with Conan O'Brien comenzara a las 12:05 A.M., lo cual Conan O'Brien no aceptó renunciando y devolviendo la conducción de Tonight a Leno.
Jay Leno realizó su último Tonight el 6 de febrero de 2014, terminando así 22 años en la conducción.

### Conan O'Brien
Conan O'Brien tomó el relevo de Jay Leno como presentador de The Tonight Show el 1 de junio de 2009, tras haber sido el invitado del último programa conducido por Jay Leno, el 29 de mayo de 2009.
Este también ha sido el presentador de "The Tonight Show" de menos duración en sus años de historia, solo durando un tiempo de casi 7 meses luego de una pelea por el horario en el que el programa sería transmitido. O'Brien y la NBC llegaron a un acuerdo de contrato el 21 de enero de 2010 cediendo nuevamente el programa a su anterior presentador Jay Leno luego de los Juegos Olímpicos de Invierno y restringiéndole recibir ofertas de otras cadenas hasta el 1 de septiembre de 2010.
Su último día como presentador del programa fue el 22 de enero de 2010 con invitados Tom Hanks, Will Ferrell, Steve Carell (no anunciado) y como artista invitado Neil Young.

### Jimmy Fallon
En abril de 2013, la NBC confirmó que el entonces conductor de Late Night with Jimmy Fallon, sería el reemplazante de Jay Leno en la conducción de "Tonight Show".
Además de realizar el cambio de conductor, el programa cambió de ciudad desde Los Ángeles (donde se ha trasmitido desde 1972 con Carson, Leno (NBC Studios en Burbank y O'Brien (Universal Studios en Hollywood).) a Nueva York (donde nació el programa con Allen, Parr y Carson hasta 1972, en NBC Studios ubicado en Rockefeller Center).
También el productor ejecutivo es Lorne Michaels, productor de Late Night (1993-) y Saturday Night Live.
El 11 de junio de 2013 se confirmó que el programa sería llamado The Tonight Show Starring Jimmy Fallon, usando el "Starring", de la misma forma que Allen, Paar y Carson, lo usaran en su momento.
El programa comenzó el 17 de febrero de 2014, a una semana después del retiro de Leno y a una del estreno de Late Night with Seth Meyers, debido a la cobertura de los Juegos Olímpicos de Invierno, donde la audiencia sería más alta.

## Hitos de la difusión
The Tonight Show comenzó su emisión a las 11:15 p. m. ET, tras el noticiario de 15 minutos de una afiliada. A medida que más filiales alargaban sus programas de noticias locales a 30 minutos, el programa empezó a hacer dos aperturas, una para las filiales que empezaban a las 11:15 p. m. y otra para las que se incorporaban a las 11:30 p. m.. A principios de 1965, sólo 43 de las 190 emisoras afiliadas transmitían el programa completo. Después de febrero de 1965, Johnny Carson se negó a aparecer hasta las 11:30 p. m., y Ed McMahon "presentó" el segmento de las 11:15 p. m.. Carson no estaba contento con este acuerdo, ya que el monólogo de McMahon cubría el mismo terreno que el de Carson, y finalmente insistió en que se cambiara la hora de inicio del programa a las 11:30 p m.. Como resultado, la práctica de dos aperturas se eliminó en diciembre de 1966.
Cuando se inició el programa era difundido en directo. El 12 de enero de 1959, el programa comenzó a ser grabado en vídeo para ser emitido más tarde ese mismo día, aunque inicialmente los programas de los jueves por la noche se mantuvieron en directo. Las emisiones en color comenzaron el 19 de septiembre de 1960.
The Tonight Show se convirtió en el primer programa de televisión estadounidense en emitir con sonido estéreo (Sonido de televisión multicanal MTS) en 1984, al principio de forma esporádica, por el ingeniero de audio Ron Estes. El uso regular del MTS comenzó en 1985. En septiembre de 1991, el programa retrasó su hora de inicio cinco minutos, hasta las 11:35 p. m., para dar a las cadenas afiliadas la oportunidad de vender más publicidad en sus noticias locales. El 26 de abril de 1999, el programa comenzó a emitirse en HDTV 1080i, convirtiéndose en el primer programa de entrevistas nocturno estadounidense que se rodó en ese formato.
El 19 de marzo de 2009, The Tonight Show se convirtió en el primer talk-show nocturno de la historia en tener como invitado al Presidente de los Estados Unidos en funciones, cuando el presidente Barack Obama visitó a Jay Leno.

## Emisión internacional
The Tonight Show es emitido en Europa por CNBC, usualmente, la noche después de ser emitido en Estados Unidos. También se emite con éxito en la cadena paga Foxtel de Australia, con nuevos episodios estrenados en un máximo de 48 horas después de ser grabado. En Suecia Kanal 5 emite The Tonight Show desde fines de los 90.
En los 80 fue emitida en el Reino Unido, sin mucho éxito. Tonight With Des O'Connor se considera como el equivalente inglés del show, así como Wogan (presentado por Terry Wogan).